# Ali Mamluk
Ali Mamluk (ar. علي مملوك, ur. 19 lutego 1946 w Damaszku) – syryjski wojskowy, w latach 2005–2012 szef Generalnego Dyrektoriatu Bezpieczeństwa, następnie dyrektor Narodowego Biura Bezpieczeństwa przy Przywództwie Regionalnym partii Baas.

## Życiorys
Jest sunnitą. Przed 2005 Ali Mamluk był zastępcą dyrektora syryjskiego Wywiadu Sił Powietrznych, który w latach 70. sam współtworzył. Jest to najmniej znana, najbardziej tajemnicza z czterech syryjskich agencji wywiadowczych, która w społeczeństwie budzi największy lęk. W latach 2005–2012 Ali Mamluk kierował Generalnym Dyrektoriatem Bezpieczeństwa.
Z ujawnionych w 2010 depesz amerykańskich dyplomatów wynika, że w 2007 Stany Zjednoczone rozważały obłożenie Mamluka sankcjami z powodu jego działalności w Libanie. Trzy lata później Mamluk zabiegał o zacieśnienie współpracy amerykańsko-syryjskiej w zakresie prowadzenia wojny z terroryzmem i przekonywał, że kierowana przez niego agencja wywiadowcza odnosiła w tym zakresie realne sukcesy.
W kwietniu 2011 rząd USA obłożył Alego Mamluka sankcjami, oskarżając go o łamanie praw człowieka – udział w tłumieniu protestów przeciwko rządom Baszszar al-Asada w Syrii, inwigilowanie obywateli i organizacji opozycyjnych. Miesiąc później z podobnych powodów sankcje wobec Mamluka zastosowała Unia Europejska. Według brytyjskiego Syrian Observatory for Human Rights Mamluk spotykał się z przywódcami niektórych organizacji opozycyjnych, przekonując ich do zaprzestania walki z rządem Baszszara al-Asada i poparcia wdrażanych przez niego reform.
W lipcu 2012 Ali Mamluk stanął na czele Biura Bezpieczeństwa Narodowego przy Przywództwie Regionalnym partii Baas, zastępując gen. Hiszama Ichtijara, który zginął w zamachu zorganizowanym przez fundamentalistyczną islamską organizację Liwa al-Islam.